# 竹岡広信
竹岡 広信（たけおか ひろのぶ、1961年5月21日 - ）は、日本の予備校講師。竹岡塾主宰。学研プライムゼミ特任講師。駿台予備学校英語講師（主に京都校、京都南校、名古屋校、大阪校、西宮北口校、神戸校、西大寺校に出講）、元洛南高等学校非常勤講師。
京都府亀岡市出身。グリコ・森永事件で指揮を執った元大阪府警本部長、四方修（旧姓竹岡修）、竹岡勝美（元岡山県警察本部長、防衛庁長官官房長、銀座の歩行者天国を発案）、竹岡正夫（元香川大学教授）は伯父に当たる。また指揮者の佐渡裕は母方の遠縁にあたる。３歳上の姉の竹岡千代（2020年死去）は早稲田大学教育学部英語英文学科、同志社女子大学大学院卒業でイギリスの小説家D・H・ローレンス研究者。

## 経歴
- 亀岡市立亀岡小学校卒業。
- 亀岡市立亀岡中学校卒業。
- 洛南高等学校卒業。
- 京都大学工学部卒業 (1984)、京都大学文学部米文学科卒業（1990、学士編入）。

## 人物
- 工学エンジニアを目指して、京都大学工学部に在籍中、実家で父[1]が主宰していた塾でバイトをしていた。その塾で教え子に英語を教える際、自分が行ったような大量の単語や熟語・構文の暗記をさせたところ、志望校に全員不合格となってしまった。そのショックで大学卒業後はエンジニアの道に進まず、文学部に編入し、英語講師を目指すこととなった。だが文学部在学中も指導方法に悩み、パチンコにのめりこんで、1年間大学を休学している。試行錯誤の末、現在は暗記詰め込みではなく、単語の語源を重視したイメージ記憶など、英語の学習が楽しくなるような教授法を行っている。
- 数学科担当で母校の洛南高等学校で教育実習を受けた。単位は認定されたが英語へ転向した。教育実習担当は、後に洛南高等学校附属小学校校長となる白潟一則であった。教育実習では、その破天荒ぶりに多くの教員から顰蹙を買ったが、後に洛南高等学校長、洛南学園理事長になった川田信一から「お前は、間違いなく良い教師になる」と言われたことが、励みになったという。そのため専任は断ったが非常勤として長年勤務することになった。
- 1989年より駿台予備学校の教壇に立つ。現在、京都校、京都南校、名古屋校、福岡校に出講。またサテネットの収録は御茶ノ水校で行われている。当時は、大阪北予備校にも出講していたが、1992年に辞める。その際、世話になった大阪北予備校の教務と「駿台で大阪へは出講しない」と約束する。今は大阪北予備校は消滅したため、大阪校への出講も可能。授業は読解系を中心に担当。サテネットでは、「英単語」「自由英作文」「読解」など多数を担当。
- 受験英語では特にセンター試験（共通テスト）英語[2]の研究を熱心に行っている。駿台でセンター試験を担当することになったのは、彼の存在を厄介に感じた当時の関西駿台の英語科の重鎮が彼を封じ込めるために行ったということが言われている。そのため竹岡は駿台専任になることはなかった。後に学園から特別専任の話があったらしいが、竹岡はならなかった。
- 母校の洛南高等学校で高校3年生の一部のクラス（「空パラダイム」）の英作文の授業を受け持っていた。1年生の一部クラスでも授業をしていた。2017年を最後に洛南の教壇を降りている。「生徒の質が変わってしまった」というのが理由だと述べている。
- 高等学校の教員を対象とした研究会でも講師を務める。駿台教員セミナーではコロナの前には年10回以上の対面授業をこなしていた。毎年の最新の入試問題を解いたセミナーは資料だけで1000ページを超える大作でありすぐに締め切り講座となる。
- ドラマ、漫画『ドラゴン桜』に登場する英語教師は竹岡をモデルとしている。編集者が東大生からの聞き込み調査で竹岡の教え子を取材したため。竹岡自身はそのことを知らず、洛南高等学校の同僚から連載中の『ドラゴン桜』のことを聞いて、自分が教えているような英語教育法（例：基本的な英文を100文覚えさせて英作文させる）を行なっていることに驚く（『東大へ行こう！ ドラゴン桜公式ガイドブック』のインタビューより）。その後、『ドラゴン桜』に英語学習法をアドバイスすることになり、その基本英文100をさらに編纂したものが書籍『ドラゴン・イングリッシュ』として販売されている。ただし、著作権の関係で漫画に出てくるようなビートルズの歌詞などは使われていない。
- 竹岡は当初「ドラゴン」と呼ばれているのを嫌がったらしいが、父親に「ドラゴンは兄の龍太郎のことではないか」と言われ、「ドラゴン」と呼ばれるのを受け入れた(竹岡の10歳の上の兄の竹岡龍太郎は小学校2年生の時に自転車で走行中、トラックに轢かれて亡くなっている)。そのため、竹岡は小学校6年の間、自転車を買ってもらえず、ずっと友達の後について走っていた。なお姉の千代は、生涯自転車に乗ることはなかった。
- 早稲田アカデミーで、中1～高3の東大必勝講座を担当していた。現在は出講していない。
- 衆議院議員山井和則とは高校時代以来の親友。文部科学事務次官の義本博司，佐賀大学医学教授の木村晋也も高校時代の親友。木村圭二郞弁護士（共栄法律事務所）は大学からの親友。
- 趣味はぷよぷよ、遊戯王カード、戦前の切手の収集もしている（切手収集歴は小学校2年生から）。
- NHKの雑誌、ドキュメンタリー、英語雑誌、先生を対象にした講演会など精力的な活動をしており、予備校講師以外の活動の幅も広がってきている。
- テレビ「プロフェッショナル 仕事の流儀」No.9、「ド短期ツメコミ教育!豪腕!コーチング!!」、「学校へ行こう」：洛南高等学校編、「特集：グレート・ティーチャー」インターネットテレビ「溜池Now」などに出演。母校である京大の新聞サークル・京都大学新聞にインタビューが掲載された。
- 『毎日weekly』、『AERA English』、朝日新聞のPR紙 あいあいAI京都に連載を投稿している。現在はすべて休刊となっている。毎日weeklyは連載を400回を越えており、それを元に本格的語源辞典を作成する予定らしい。
- 学研プライムゼミの特任講師として映像での活躍の幅を広げている。日本史の野島博之とは共に活動することが増えている。
- 現在竹岡塾は週に1回担当している。

## 著書
- 『ドラゴン・イングリッシュ基本英文100』（講談社、2005年）
- 『センター試験 英語の点数が面白いほどとれる本』（中経出版、初版（2分冊）2002年、第2版（2分冊）2005年、第3版（3分冊）2007年）
- 『竹岡広信の英作文[原則編]が面白いほど書ける本』（中経出版）
- 『竹岡広信の英作文[実践編]が面白いほど書ける本』（中経出版）
- 『イフェクティブ長文読解』（エスト出版）・高校一括教材
- 『超基礎がため わかる！英語長文』（旺文社）
- 『超難関　わかる！英語長文』（旺文社）
- 『Grammar Gym 英文法テスト』（数研出版）高校一括教材
- 『Clues to Reading 英文解釈の徹底演習Standard』（数研出版）高校一括教材
- 『Clues to Reading 英文和訳の徹底演習』（数研出版）高校一括教材
- 『入試必携英作文 Write to the Point』（数研出版）・高校一括教材
- 『必携英語表現集 Essential English Expressions』（数研出版）
- 『必携英語表現活用ノート Practice with English Expressions』（数研出版）・高校一括教材
- 『必携英単語 LEAP』（数研出版）
- 『必携英単語 LEAP BASIC』(数研出版)
- 『大学受験のための英文熟考（上）』（旺文社）
- 『大学受験のための英文熟考（下）』（旺文社）
- 『入門英文問題精講 4訂版』（旺文社）
- 『ドラゴン・イングリッシュ必修英単語1000』（講談社）
- 『超人気講師のスーパー授業 竹岡式やり直し英語』（朝日新聞出版）
- 『竹岡広信の英語の頭に変わる勉強法』（中経出版）
- 『ドラゴン・イングリッシュ解いて覚える必修英単語500』（講談社）
- 『竹岡式ルーツで覚える英単語』（毎日新聞社）
- 『決定版 竹岡広信の英作文が面白いほど書ける本』（KADOKAWA）
- 『ドラゴン・イングリッシュ必修英文法100』（講談社）
- 『竹岡の英文法・語法ULTIMATE究極の600』（学研）
- 『よくばり英作文　生きた重要文例418で未来を拓け！』（駿台文庫）
- 『英作文基礎10題ドリル (駿台受験シリーズ) 』（駿台文庫）
- 『共通テスト英語〔リスニング〕 満点のコツ』（満点のコツシリーズ）（教学社）
- 『難関校過去問シリーズ 東大の英語 27カ年 from1993to2019』[第10版[3]]（教学社）
- 『難関校過去問シリーズ 東大の英語 25カ年 from1997to2021』[第11版]（教学社）
- 『難関校過去問シリーズ［特別編］ 東大の英語 要約問題 UNLIMITED』（教学社）